# Messager boiteux
Le Messager boiteux est le nom de plus de 80 almanachs apparus dès 1676 à Bâle sous le nom de Hinckende Bot, et adaptés principalement en Suisse, en Allemagne du Sud et en Alsace.
Plusieurs almanachs paraissent encore actuellement sous ce titre :
- Le Grand Messager boiteux de Strasbourg ;
- Lahrer Hinkender Bote (de) ;
- Der Hinkende Bot (Berne) ;
- Le Véritable Messager boiteux de Berne et Vevey.